# Centrale de Suratgarh
La centrale de Suratgarh est une centrale thermique alimentée au charbon située dans l'état du Rajasthan en Inde. 
Elle a été ouverte en 1998. En 2021, une nouvelle unité est mise en service, portant la puissance totale à près de 8600 MW